# Kurt Zouma
Kurt Happy Zouma (Lyon, Ródano-Alpes, 27 de octubre de 1994) es un futbolista francés que juega como defensa y se encuentra sin equipo tras abandonar el West Ham United F. C.

## Trayectoria

### A. S. Saint-Étienne
Después de su breve paso por el modesto Vaulx en Velin de su ciudad natal, ingresa en las categorías inferiores del Saint Étienne en 2009. El 2 de abril de 2011 firma su primer contrato profesional pasando a formar parte del primer equipo, debutando profesionalmente el 31 de agosto del mismo año en un partido de la Copa de Francia frente al Girondins de Burdeos disputando además los 90 minutos de juego, ganando su equipo 3-1.
En los años posteriores consigue asentarse en la titularidad del primer equipo, confirmando que es uno de los jugadores con mayor proyección del fútbol francés.
El 20 de abril de 2013, Zouma juega en la final de la Copa de la Liga que su equipo gana 1-0 en la final ante el Rennes.
El 7 de noviembre de 2013 es suspendido por 10 partidos tras una dura entrada a un jugador del Sochaux.

### Chelsea F. C.
El 31 de enero de 2014, el jugador ficha por el Chelsea por un monto de 14 millones y medio de euros, quedándose en forma de préstamo el resto de la temporada en el Saint Étienne. Debuta en un amistoso de pretemporada ante el Wycombe Wanderers disputando los segundos 45 minutos del partido. Anota su primer gol en un amistoso contra el N. K. Olimpija Ljubljana que gana su equipo 2-1 el 27 de julio de 2014. Llevaría por entonces el número 5 en su camiseta heredado de Michael Essien. El 24 de septiembre debuta en competición oficial marcando un gol en la victoria 2-1 del Chelsea frente a Bolton Wanderers en la tercera ronda de la Copa de la Liga. Juega su segundo partido oficial en la victoria de su equipo 6-0 en Liga de Campeones frente al Maribor en Stamford Bridge, ayudando notablemente a dejar su portería a cero. Hizo su debut en la Premier League sustituyendo a Willian en el tiempo añadido en el empate de su equipo 1-1 frente al Manchester United en Old Trafford el 26 de octubre de 2014. El 4 de enero de 2015, Zouma anota el tercer gol de su equipo en la victoria del Chelsea sobre el Watford en la FA Cup. Juega su primer partido de titular en la Premier League el 10 de enero de 2015 frente al Newcastle United formando pareja de centrales con John Terry en detrimento de Gary Cahill, ayudando a su equipo a dejar la portería a cero y venciendo 2-0 en lo que supuso recuperar el liderato de la liga. Tras perder la condición de titular y no contar para el técnico alemán Thomas Tuchel, fue cedido al West Ham United de la Premier. El 6 de febrero del 2022 se grabó golpeando a sus gatos y en junio del mismo año fue penalizado con una multa de unos 300 000 euros, la más elevada posible, impuesta por su club y el fabricante de equipamiento deportivo Adidas rompió un contrato de patrocinio con él.

## Selección nacional

### Sub-17
Con la selección Sub-17, participó en la Copa Mundial de Fútbol Sub-17 de 2011. Previamente a jugar dicho torneo internacional, el 2 de abril de 2011. Posteriormente es llamado habitualmente en la selección sub-21 francesa, en la que además es capitán del equipo.
Con la selección sub-20 fue campeón de la Copa Mundial Sub-20 2013, donde marcó un gol.

## Estadísticas

### Clubes
Actualizado al último partido disputado el 2 de marzo de 2024.
| Club                             | Div.          | Temporada     | Liga  | Liga  | Copas nacionales | Copas nacionales | Copas internacionales | Copas internacionales | Total | Total |
| Club                             | Div.          | Temporada     | Part. | Goles | Part.            | Goles            | Part.                 | Goles                 | Part. | Goles |
| -------------------------------- | ------------- | ------------- | ----- | ----- | ---------------- | ---------------- | --------------------- | --------------------- | ----- | ----- |
| A. S. Saint-Étienne B Francia    | 4.ª           | 2010-11       | 7     | 1     | 0                | 0                | 0                     | 0                     | 7     | 1     |
| A. S. Saint-Étienne B Francia    | 4.ª           | 2011-12       | 2     | 1     | 0                | 0                | 0                     | 0                     | 2     | 1     |
| A. S. Saint-Étienne B Francia    | 4.ª           | 2012-13       | 1     | 0     | 0                | 0                | 0                     | 0                     | 1     | 0     |
| A. S. Saint-Étienne B Francia    | Total club    | Total club    | 10    | 2     | 0                | 0                | 0                     | 0                     | 10    | 2     |
| A. S. Saint-Étienne Francia      | 1.ª           | 2011-12       | 22    | 2     | 2                | 0                | 0                     | 0                     | 24    | 2     |
| A. S. Saint-Étienne Francia      | 1.ª           | 2012-13       | 18    | 2     | 5                | 0                | 0                     | 0                     | 23    | 2     |
| A. S. Saint-Étienne Francia      | 1.ª           | 2013-14       | 24    | 0     | 0                | 0                | 3                     | 0                     | 27    | 0     |
| A. S. Saint-Étienne Francia      | Total club    | Total club    | 64    | 4     | 7                | 0                | 3                     | 0                     | 74    | 4     |
| Chelsea F. C. Inglaterra         | 1.ª           | 2014-15       | 15    | 0     | 7                | 2                | 4                     | 0                     | 26    | 2     |
| Chelsea F. C. Inglaterra         | 1.ª           | 2015-16       | 23    | 1     | 3                | 0                | 6                     | 1                     | 32    | 2     |
| Chelsea F. C. Inglaterra         | 1.ª           | 2016-17       | 9     | 0     | 4                | 0                | 0                     | 0                     | 13    | 0     |
| Stoke City F. C. Inglaterra      | 1.ª           | 2017-18       | 34    | 1     | 3                | 0                | 0                     | 0                     | 37    | 1     |
| Stoke City F. C. Inglaterra      | Total club    | Total club    | 34    | 1     | 3                | 0                | 0                     | 0                     | 37    | 1     |
| Everton F. C. Inglaterra         | 1.ª           | 2018-19       | 32    | 2     | 4                | 0                | 0                     | 0                     | 36    | 2     |
| Everton F. C. Inglaterra         | Total club    | Total club    | 32    | 2     | 4                | 0                | 0                     | 0                     | 36    | 2     |
| Chelsea F. C. Inglaterra         | 1.ª           | 2019-20       | 28    | 0     | 7                | 1                | 8                     | 0                     | 43    | 1     |
| Chelsea F. C. Inglaterra         | 1.ª           | 2020-21       | 24    | 5     | 7                | 0                | 5                     | 0                     | 36    | 5     |
| Chelsea F. C. Inglaterra         | 1.ª           | 2021-22       | 0     | 0     | 0                | 0                | 1                     | 0                     | 1     | 0     |
| Chelsea F. C. Inglaterra         | Total club    | Total club    | 99    | 6     | 28               | 3                | 24                    | 1                     | 151   | 10    |
| West Ham United F. C. Inglaterra | 1.ª           | 2021-22       | 24    | 1     | 22               | 0                | 6                     | 0                     | 31    | 1     |
| West Ham United F. C. Inglaterra | 1.ª           | 2022-23       | 25    | 2     | 0                | 0                | 7                     | 0                     | 32    | 2     |
| West Ham United F. C. Inglaterra | 1.ª           | 2023-24       | 23    | 2     | 2                | 0                | 0                     | 0                     | 25    | 2     |
| West Ham United F. C. Inglaterra | Total club    | Total club    | 71    | 5     | 4                | 0                | 13                    | 0                     | 89    | 5     |
| Total carrera                    | Total carrera | Total carrera | 311   | 20    | 46               | 3                | 40                    | 1                     | 397   | 24    |

## Palmarés

### Títulos nacionales
| Título          | Club                | País       | Año  |
| --------------- | ------------------- | ---------- | ---- |
| Copa de la Liga | A. S. Saint-Étienne | Francia    | 2013 |
| Copa de la Liga | Chelsea F. C.       | Inglaterra | 2015 |
| Premier League  | Chelsea F. C.       | Inglaterra | 2015 |
| Premier League  | Chelsea F. C.       | Inglaterra | 2017 |

### Títulos internacionales
| Título                             | Club (*)              | Sede    | Año  |
| ---------------------------------- | --------------------- | ------- | ---- |
| Copa Mundial Sub-20                | Selección de Francia  | Turquía | 2013 |
| Liga de Campeones de la UEFA       | Chelsea F. C.         | Oporto  | 2021 |
| Supercopa de la UEFA               | Chelsea F. C.         | Belfast | 2021 |
| Liga Europa Conferencia de la UEFA | West Ham United F. C. | Praga   | 2023 |

(*) Incluyendo la selección.

## Controversias
El 31 de mayo de 2022, Zouma fue condenado a 180 horas de trabajo comunitario al declararse culpable por dos cargos de maltrato animal. Su hermano Yoel, también acusado y condenado en el mismo caso, había subido a Snapchat, unos meses antes, un video en el que Kurt pateaba y daba bofetadas a un gato, además de arrojarle zapatos.